# ヒステリック・サバイバー
『ヒステリック・サバイバー』は、深町秋生による日本のミステリー小説。

## ストーリー
アメリカのスクールで突然、同校の生徒による多数の死傷者を出すほどの銃撃事件に遭遇し、親しい友人を失い、自らの身も心も、ひどく傷つけられ心に深い傷を負って主人公は日本へ帰国。新たに通い始めた高校で、スポーツ系とオタク系の生徒が全面対立する学園バトルロイヤルに巻き込まれてしまう。
| スタブアイコン | サブスタブ | この項目は、まだ閲覧者の調べものの参照としては役立たない、文学に関連した書きかけの項目です。この項目を加筆・訂正などしてくださる協力者を求めています（P:文学、PJ:ライトノベル）。項目が小説家・作家の場合には{Writer-substub}を、文学作品以外の本・雑誌の場合には{Book-substub}を貼り付けてください。 |